# Nightwolf
Nightwolf è un personaggio della serie di videogiochi Mortal Kombat.

## Storia
Nightwolf è un guerriero nativo americano che riesce a comunicare con Raiden attraverso visioni; grazie a una di queste viene a conoscenza dell'invasione della Terra da parte di Shao Kahn; i suoi poteri magici di sciamano hanno consentito a Nightwolf di proteggere la sua gente prima di affiancare i guerrieri della Terra nella lotta contro l'Imperatore e i suoi scagnozzi.
Anni dopo la vittoria su Shao Kahn, Nightwolf ha la visione, sotto forma di incubi ricorrenti, della resurrezione di Onaga, avvertendo così la situazione di pericolo; quando Onaga risorge dalle ceneri dal corpo di Reptile, l'incubo diviene realtà. Nightwolf ha un solo modo per sconfiggere Onaga, ovverosia quello tramandato dai suoi avi: il "Sin Eater", che consiste nell'assorbire l'anima del Re Dragone; questa tecnica ha però un lato negativo: in preda alla possessione dell'anima, Nightwolf perderebbe il controllo e diverrebbe dunque un pericolo anche per i propri alleati. Nightwolf comunque è previdente e, allorché assorbe l'anima, si catapulta nel Netherrealm, dove la rilascia e consente ai suoi antenati di intrappolarla per sempre in quel luogo.
Nightwolf successivamente aiuta anche Kitana a riportare lo spirito di Liu Kang nel suo corpo; stremato dallo sforzo fatto contro Onaga, Nightwolf non riesce a esaudire il desiderio di Kitana, e così si assume la responsabilità di vegliare per sempre sull'anima di Liu Kang.
In Mortal Kombat: Armageddon, dopo aver sconfitto Blaze, Nightwolf viene catapultato nel mondo degli spiriti, dove raggiunge lo stato di sciamano ultimo, ossia di fantasma vivente: riesce perciò a trovare lo spirito di Liu Kang e a portarlo nel mondo dei vivi; lì Liu ha modo di ricongiungersi al proprio corpo e tornare a essere umano.
Nella nuova linea temporale di Mortal Kombat (2011), Nightwolf partecipa al primo torneo e, durante l'invasione della Terra, recluta Stryker tra le file dei guerrieri della Luce; inoltre impedisce a Quan Chi di evocare un Soulnado (un vortice magico in grado di imprigionare le anime dei terrestri) scagliandovi all'interno Noob Saibot, che apparentemente muore. Trovato rifugio in una cattedrale, in assenza di Raiden, Nightwolf assume il comando dei guerrieri della Terra e li assiste prima contro i Lin Kuei, poi contro Sindel. È uno dei pochi guerrieri a sopravvivere al massacro da parte dell'Imperatrice, nello scontro riesce a sconfiggerla. Tuttavia i poteri di Sindel erano troppo forti, così Nightwolf si rivolge al Grande Spirito per ucciderla, anche se al prezzo della sua vita.
L'anima di Nightwolf viene in seguito reclamata da Quan Chi, e in Mortal Kombat X compare come revenant al servizio di Quan Chi.
In Mortal Kombat 11 Aftermath oltre che come revenant, compare vivo e vegeto grazie alla situazione dei paradossi temporali creati da Kronika; risulterà determinate negli eventi per la riuscita del recupero della corona del tempo e per la sconfitta di Kronika e Shang Tsung.

## Apparizioni
- Mortal Kombat 3
- Ultimate Mortal Kombat 3
- Mortal Kombat Advance
- Mortal Kombat Trilogy
- Mortal Kombat: Deception
- Mortal Kombat: Unchained
- Mortal Kombat: Armageddon
- Mortal Kombat (2011)
- Mortal Kombat X (cameo)
- Mortal Kombat 11 Aftermath